# Komméno
La petite presqu'île de Komméno fait partie du district régional d'Arta, en Grèce.
Le 16 août 1943, 317 civils furent exécutés dans le village par les nazis.